# Al-Ahbāsch
al-Ahbāsch (arabisch الأحباش die Äthiopier, DMG al-Aḥbāš), englisch transkribiert al-Ahbash, ist eine religiöse Gruppierung des Islam, die sich seit Mitte des 20. Jahrhunderts vom Libanon aus als Association of Islamic Charitable Projects (AICP) weltweit verbreitet. Weitere Namen sind Jam'īya, al-Habashiyyin, Habashis und vorwiegend im französischsprachigen Raum auch Ahbach. Diese Bezeichnungen sind dem Beinamen des islamischen Rechtsgelehrten Scheich Abdullah al-Harari abgeleitet, auf dessen Lehren sich die Gruppierung beruft. Zur Erinnerung an seine Herkunft wird dieser auch al-Habaschi („der Abessinier“) genannt.
Die Ahbash sind wegen ihrer leidenschaftlichen Kritik der konservativen Ausrichtungen des Islam aufgefallen, einschließlich der salafistischen und wahhabistischen Bewegungen. Die Bewegung wurde als einer der „kontroversesten muslimischen Vereine“ unter modernen islamischen Gruppierungen beschrieben und innerhalb des Sunni-Islams haben ihre Gegner die Ahbash oft als unorthodox und abweichend dargestellt.
Die Ursprungsgesellschaft in Beirut, die Dschamʿiya al-Maschariʿ al-Chairiya al-Islamiya, arabisch جمعية المشاريع الخيرية الإسلامية, DMG Ǧamʿīyat al-Mašārīʿ al-Ḫairīya al-Islāmīya ‚Gesellschaft Islamisch-Wohltätiger Projekte‘, beteiligt sich als politische Partei an den Wahlen zum libanesischen Parlament.

## Ausrichtung
Al-Ahbash vertritt eine Interpretation des Islam, die Elemente der Sunni- und Schia-Ausrichtungen mit sufistischen Spiritualismus kombiniert. Al-Ahbash folgt der schafiitischen Rechtsschule des Islam  und der Ash'ari-Theologie, während der sufistische Aspekt von der Rifa'i-Bruderschaft abgeleitet ist. Die Gruppe lehnt die Lehre von Islamisten wie z. B. Ibn Taymiyyah, Muhammad ibn Abd al-Wahhab und Sayyid Qutb ab. Sie tritt für islamischen Pluralismus und Opposition zum politischen Aktivismus ein und sieht sich als „die laute Stimme der Mäßigung“. Sie vertritt ihre Glaubensrichtung auf internationaler Ebene durch eine beachtliche Internetpräsenz und durch regionale Zweigstellen, an vornehmer Stelle jene aus den USA.
In Kanada und den USA beten Al-Ahbash-Anhänger in südöstlicher Richtung, wogegen die Mehrheit der Muslime der Region in ihren Moscheen in nordöstlicher Richtung beten.

## Herkunft
Ihren Ursprung hat die Bewegung in Äthiopien. Der 1910 in der äthiopischen Stadt Harar geborene Abdullah al-Harari (Abdullah ibn Muhammad ibn Yusuf al-Harari asch-Schibi al-Abdari) begann dort eine Ausbildung in der schāfiʿitische Rechtslehre, wurde Mufti in der Region Oromiya und die Lehren seiner Schule begründeten eine eigene religiöse Bewegung. Diese geriet jedoch recht bald in Konflikt mit der Schule von Yusuf Abdulrahman, der eher die wahhabitische Ideologie Saudi-Arabiens vertrat. Durch Eingreifen der äthiopischen Regierung konnte sich zunächst Abdullah al-Habaschi durchsetzen. Die Schule seiner Gegner wurde geschlossen, einige ihrer Anhänger inhaftiert.
Als es jedoch erneut zu Konflikten kam und vermutlich auch weil Kaiser Haile Selassie ihn zunehmend als Bedrohung empfand, ließ er al-Habaschi 1947 nach Saudi-Arabien deportieren. Von dort zog er 1948 nach Jerusalem, setzte dann seine Studien in Damaskus und ab 1950 in Beirut fort. Dort übernahm er 1983 mit seinen Gefolgsleuten die bereits 1930 von Scheich Ahmad al-Adschuz gegründete Society of Islamic Philanthropic Projects.

## Entwicklung
Während des Libanesischen Bürgerkriegs gewann die Glaubensgemeinschaft stark an Einfluss und wurde bis Ende der 1980er Jahre zu einer der größten islamischen Bewegungen im Libanon. Unter offizieller Beibehaltung des politisch gewaltfreien Kurses wurden 1984 die Milizionäre von Abd al-Hafiz Qasim in die Bewegung aufgenommen, als sich deren Organisation auflöste.
In den frühen 1990er Jahren wurde die Society of Islamic Philanthropic Projects auch politische Kraft. Seither beteiligt sie sich als Partei an den Wahlen zum libanesischen Parlament, in das sie von 1992 bis 1996 ihren Kandidaten Adnan Trabulsi entsenden konnte.
Einen schweren Rückschlag erlitt die Gruppierung am 31. August 1995. Scheich Nizar al-Halabi, der damalige Führer der al-Habasch, wurde in Beirut von Mitgliedern Asbat al-Ansars auf offener Straße erschossen. Der Anführer der Terrorgruppe, Ahmad ’Abd al-Karim as-Sa’di (alias: Abu Mahjan), wurde für dieses Attentat in Abwesenheit zum Tode verurteilt, konnte aber im Süden des Landes untertauchen. Drei weitere Beteiligte wurden exekutiert.
Seither ist Scheich Husam Qaraqirah der Führer. Bei den Parlamentswahlen im Libanon 2005 konnte er sich gegen die Kandidaten von Saad Hariris anti-syrischer Allianz des 14. März aber nicht durchsetzen.
Am 25. August 2010 kam es in Beirut zu einer Schießerei zwischen Hisbollah- und Al-Habasch-Anhängern.

## Ausbreitung
Mit verbliebener starker Basis im Libanon hat sich die Gruppierung durch libanesische Einwanderer mittlerweile ausgebreitet. Regelmäßig kommt es zunächst zur Gründung einer lokalen Organisation. Dann wird umgehend der Bau eines islamischen AICP-Center, oft mit Moschee, Religionsschule, Bibliothek und kulturellem Zentrum mit Festsaal und Vorlesungsräumen in Angriff genommen.
Weltweit bestehen bereits eine Vielzahl solcher Einrichtungen in Australien, in Kanada und den USA, wie z. B. das Islamic Center of Anaheim, in Schweden, Frankreich und der Schweiz, z. B. das Centre Islamique de Lausanne. Weitere sind in Planung, eines davon in Kiew, Ukraine.
In Berlin begann 2004 der Islamische Verein für wohltätige Projekte e. V. (IVWP) auf dem Grundstück Wiener Straße/Ecke Skalitzer Straße mit dem Bau des „Maschari-Centers“. Das Gebäude mit sieben Etagen, in dem auch die nach dem Kalifen Umar benannte Omar-Ibn-Al-Khattab-Moschee mit vier Minaretten untergebracht ist, wurde 2010 fertiggestellt. Nach Angaben des Vereins soll das Bauprojekt durch 5 Millionen Euro aus Krediten und über vor Ort gesammelte Spenden finanziert worden sein. Weitere Adressen hat der Verein in verschiedenen deutschen Städten.